# Dioskoros av Alexandria
Dioskoros av Alexandria (latiniserat Dioscurus), död 4 september 454, var patriark av Alexandria från 444 till 451. Innan han blev patriark tjänande han som rektor.